# Зигварт, Христоф Вильгельм фон
Христоф Вильгельм фон Зигварт (нем. Heinrich Christoph Wilhelm von Sigwart; 31 августа 1789, Реммингсхайм (ныне в составе Нойштеттена) — 5 августа 1844, Штутгарт) — немецкий философ, профессор философии в Тюбингене (1816—1841), затем до конца жизни прелат и генерал-суперинтендент в Штутгарте.

## Биография
После ранней смерти отца Генрих Христоф Вильгельм воспитывался родственниками, последним из его воспитателей был дядя Иоганн Христоф Шваб, живший в Штутгарте. Мальчик посещал гимназию в Штутгарте, а в 1803—1807 годах — теологические семинарии в Блаубойрене и Маульбронне.
В 1807 году он начал изучать теологию, философию и филологию в Тюбингенской богословской семинарии, а в 1812 году получил должность гофмейстера у князя Гогенлоэ-Лангенбург.
В 1813 году Зигварт был репетитором в Тюбингенской богословской семинарии, а в 1815 году стал городским викарием в Штутгарте.
В период с 1816 по 1841 год он был профессором философии в Тюбингенском университете, а в 1822—1834 годах совмещал эту работу с должностью инспектора школ в Шварцвальде.
В 1837 году он был награжден рыцарским крестом ордена Вюртембергской короны с пожалованием персонального дворянства.
С 1841 года и до своей смерти Зигварт был прелатом и генеральным суперинтендентом евангелической церкви в Халле.
Его сын, Христоф фон Зигварт (1830—1904) — логик, близкий к неокантианству. Как и отец, был профессором философии в Тюбингене.

## Труды
- «Ueber den Zusammenhang des Spinozismus mit der Cartesianischen Philosophie» (1816);
- «Handbuch der theoretischen Philosophie» (1820);
- «Handbuch zu Vorlesungen über die Logik» (3 изд., 1835);
- «Grundzüge der Anthropologie» (1827);
- «Der Spinozismus» (1839);
- «Geschichte der Philosophie» (1844).